# Cosette

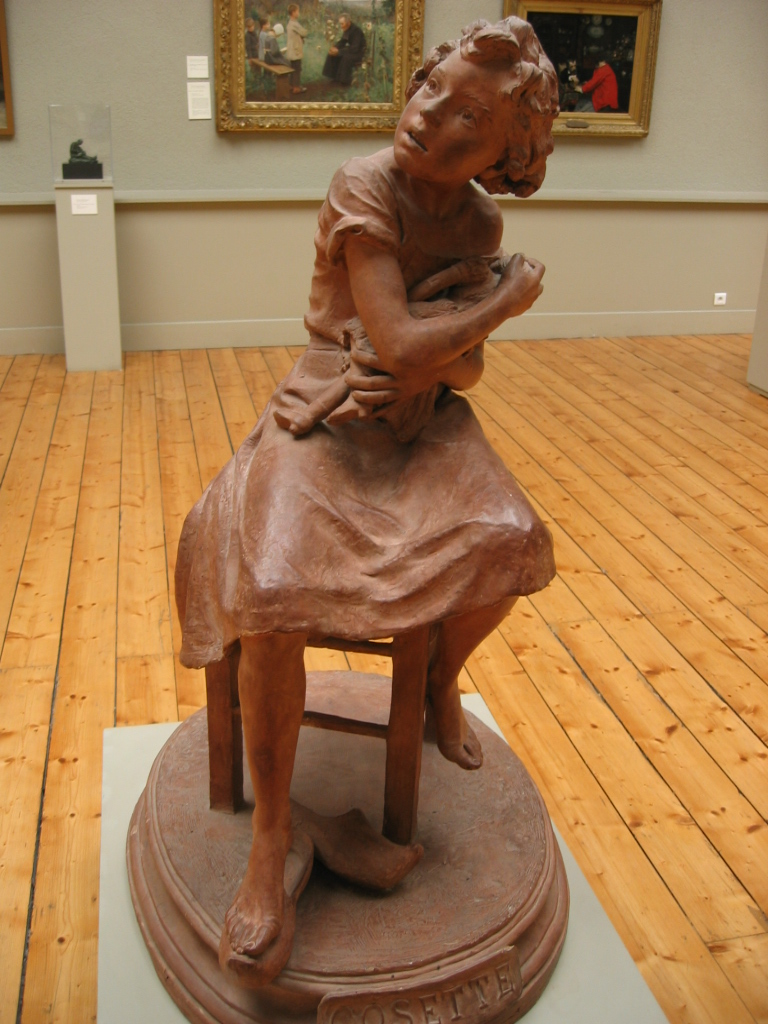
Escultura de Cosette con su muñeca por Marthe La-Fizeliere-Ritti

Cosette  es un personaje de la novela Los Miserables de Victor Hugo y de sus muchas adaptaciones para el cine y la televisión. Su nombre Euphrasie solo se menciona brevemente: es hija de una madre soltera abandonada por su padre y Hugo nunca le da apellido. En el transcurso de la novela, se presenta o se identifica erróneamente como  Ursule, la  alondra  o  Mademoiselle Lanoire.
Cosette es hija de Fantine y sobrevive como niña explotada hasta que la rescata Jean Valjean, que decide hacerse cargo de ella como si fuera su propia hija. Cosette crece en un colegio de monjas y se convierte en una joven inocente de radiante belleza. Se enamora de Marius Pontmercy, un joven abogado.
El 16 de febrero de 1833, Marius y Cosette se casan. A la mañana siguiente, Valjean le cuenta a Marius su pasado criminal. Marius  permite que Valjean la vea cada noche, pero dificulta las visitas cada vez más hasta que Valjean deja de ir. Mientras Marius, imaginando lo peor de Valjean, busca el origen real del dinero de Cosette. Valjean pierde la voluntad de vivir y muere en la silla de una iglesia, pero antes de eso Marius se entera a través de los Thénardier que le debe la vida a Valjean. Marius y Cosette van a verlo en su lecho de muerte y se reconcilian con él.

## Críticas
Los críticos han considerado a menudo que Cosette es una figura vacía, mero contrapunto de otros personajes: una víctima inocente, hija protegida (de Fantine y de Valjean) y objeto de adoración (por Marius) y de celos y odio por los personajes villanos.
Sin embargo, en una novela llena de simbolismo y metáforas, Cosette también puede ser vista como un símbolo de esperanza en el mundo de Los Miserables, que representa el alzamiento de los oprimidos y maltratados en busca de un futuro brillante. 